# 長岡一也
長岡 一也（ながおか かずや、1939年1月2日 - ）は、フリーアナウンサー・競馬ジャーナリスト。

## 来歴
旧満州東北部・奉天生まれ。父は飛行機のエンジン設計のエンジニアで、満州飛行機に勤務していた。日本へ脱出するための船が停泊する上海に向かう途中の列車の中で、終戦を迎えた。小学4年から6年にNHKラジオの番組で、児童合唱団の一員として3年間活動した。武蔵中学校・高等学校、千葉大学文理学部を経て、1961年に日本短波放送（現在の日経ラジオ社、愛称はラジオNIKKEI）へ入社した。当初はプロ野球志望であったが、アナウンサーとして主に中央競馬実況中継を担当し、1962年1月の東京開催でデビューした。GI級レース・八大競走初実況は1963年の桜花賞（勝馬:ミスマサコ）で、実況中に解説の大川慶次郎は「ミスマサコ!ミスマサコ!」と叫んだ。大阪支社に4年間勤務後、メキシコシティオリンピックの中継班となった事を理由に再び本社勤務となり、日本ダービーのレース実況を1971年（勝馬:ヒカルイマイ）から1986年（勝馬:ダイナガリバー）まで16年連続で担当した。競馬マスコミに携わる傍らで、たんぱストレートナイターやヤロウどもメロウどもOh!にも出演し、いやだ・ようの筆名で「アチャラカ王国物語」なる小説も執筆したことがある。聴取者投稿による詩の紹介を番組化した「私の書いたポエム」を1975年からセルフプロデュースで開始し、大橋照子と共に出演した。30年を超える長寿番組として現在も出演している。1987年に日本短波放送を退社後は、番組制作会社のマイ・プランに所属した。引き続き競馬に携わっており、自身が担当した「中央競馬ワイド中継」では、東京と中山のメインレースを実況した。日曜日の番組内第2部冒頭で、メインレース映像と共にその名調子を披露してきた。それ以外には、地上波キー局で中継出来ない代替放送時を実況をしている。2012年5月までは『LIVE&REPORT 中央競馬中継』で中山メインレース（重賞競走）の実況を担当していたほか、携帯電話各社の公式サイト「競馬総合チャンネル(現在の「netkeiba.com」)」競馬映像コース（有料）で、長岡が実況する、東日本主場の日曜メインレース実況を動画配信している。2021年現在、70歳を過ぎて競馬実況を務める数少ないアナウンサーである（長岡以外で確認できるのは元ニッポン放送の胡口和雄のみ）。過去には長岡の他にも杉本清や樋口忠正が70代まで実況を務めていた事はあるが、いずれも2008年の日本ダービーをもって引退している。週刊競馬ブックにて「マイクエッセー 競馬つれづれ帳」を2006年3月6日発売号まで連載したこともあり、丁度1000回目で終了した。

## エピソード
- 自身もワイド中継の放送がない時間（15時台）に馬券を購入しており、公式サイトでは「重賞の扉」という展望コーナーも設置している[6]。また、番組に関しても長岡の意向を取り入れており、レースの展開に関わらず「勝者を称える」ことを常に心がけているという[7]。

- 2001年頃からワイド中継のHPやnetkeiba.comでコラムの連載を開始し、レースの展望・回顧を綴っていた。2007年1月17日までのコラムは「です・ます」調で、それ以降は「だ・である」調で記述している。なおこの頃からは、競馬に深く関わる言葉をテーマにしたコラムを掲載する傾向になっていた。2015年頃からは諺や古典用語を挟む場合もあるが、再びレースの展望や回顧中心の内容に戻った。

## 主な実況歴

### 日本短波放送アナウンサー時代
日本国内GIレース
- 桜花賞（1963年、1964年、1966年 - 1968年）
- 皐月賞（1964年、1972年 - 1976年、1981年）
- オークス（1969年、1976年）[8]
- 日本ダービー（1971年 - 1986年）
- 安田記念（1982年）
- 宝塚記念（1965年、1968年）
- 菊花賞（1966年、1967年、1973年）
- 天皇賞 (秋)（1969年、1972年 - 1978年）
- ジャパンカップ（1981年、1982年、1984年 - 1986年）
- 朝日杯3歳ステークス（? - 1986年）
- 有馬記念（1970年、1972年、1973年、1975年 - 1980年、1982年、1983年）

海外GIレース
- サンルイレイハンデキャップ（1986年）

その他
- 金杯 (東)（1984年、1985年）
- シンザン記念（1967年）
- 京成杯（1976年、1986年）
- アメリカジョッキークラブカップ（1970年、1976年、1983年、1984年、1987年）
- 東京4歳ステークス→共同通信杯4歳ステークス（1976年、1983年 - 1985年）
- ダイヤモンドステークス（1984年）
- クイーンカップ（1985年）
- 東京新聞杯（1987年）
- 中山記念（1974年、1983年 - 1985年）
- 弥生賞（1973年、1977年、1986年）
- スプリングステークス（1973年、1974年）
- 日経賞（1976年、1984年、1985年）
- 目黒記念 (春)→目黒記念（1972年、1975年、1987年）
- NHK杯（1973年、1979年、1984年、1985年）
- 京王杯スプリングカップ（1986年）
- エプソムカップ（1984年）
- 日本短波賞→ラジオたんぱ賞（1977年、1980年、1984年 - 1986年）
- 関屋記念（1984年、1985年）
- 北海道3歳ステークス（1981年）
- 札幌記念（1984年）
- 京王杯オータムハンデキャップ（1986年）
- セントライト記念（1984年、1986年）
- 牝馬東京タイムズ杯（1985年）
- 目黒記念 (秋)（1982年）
- アルゼンチン共和国杯（1983年）
- 阪神大賞典（1967年）

### フリー転向後
GIレース
- フェブラリーステークス（1996年、1999年、2002年、2003年、2005年、2008年、2009年、2015年）
- 皐月賞（1989年、1992年 - 1997年、2000年、2001年、2003年、2006年）
- ヴィクトリアマイル（2006年、2008年、2009年）
- NHKマイルカップ（1996年、1997年、2001年、2003年、2006年、2010年）
- オークス（1993年、1995年、1996年、2001年、2003年、2009年）
- 日本ダービー（1987年、1988年、1993年、1994年、1998年、1999年、2001年、2002年、2005年、2007年、2009年、2013年）
- 安田記念（1990年、1991年、1995年、1996年、1998年、2000年、2009年）
- スプリンターズステークス（1990年、1991年、1994年 - 1996年、2000年、2002年、2004年、2007年 - 2009年）
- 天皇賞 (秋)（1987年 - 1990年、1996年、1998年、1999年、2005年 - 2009年）
- ジャパンカップダート（2001年、2003年 - 2005年、2007年）
- ジャパンカップ（1989年、1990年、1999年、2000年、2003年、2006年、2008年、2010年）
- 朝日杯3歳ステークス（1996年、1997年）
- 有馬記念（1990年 - 1994年、1999年、2001年、2005年 - 2010年）

海外
- フォワ賞（1997年）

その他
- 中山金杯（2011年）
- フェアリーステークス（2010年）
- 京成杯（1997年、2011年）
- アメリカジョッキークラブカップ（2011年）
- 根岸ステークス（2000年）
- 中山記念（1989年、1998年、2011年）
- 弥生賞（1989年、1990年、2001年）
- クリスタルカップ（1994年）
- 中山牝馬ステークス（2002年、2012年）
- フラワーカップ（2012年）
- スプリングステークス（1992年、2005年、2012年）
- 日経賞（1989年、1998年、2012年）
- マーチステークス（2009年）
- ニュージーランドトロフィー4歳ステークス→ニュージーランドトロフィー（1988年、1989年、1998年、2009年）
- ダービー卿チャレンジトロフィー（1994年、2012年）
- 京王杯スプリングカップ（1989年）
- 4歳牝馬特別 (東)→フローラステークス（1987年、1989年、1999年、2005年、2007年）
- 東京ジャンプステークス（2009年）
- 青葉賞（2002年、2006年、2010年）
- 目黒記念（2006年 - 2010年）
- ユニコーンステークス（1997年、2000年、2005年、2010年）
- エプソムカップ（1996年、2007年、2010年）
- ラジオたんぱ賞→ラジオNIKKEI賞（1996年、2007年、2011年）
- 七夕賞（1998年）
- アイビスサマーダッシュ（2008年）
- レパードステークス（2009年）
- 関屋記念（1999年）
- 新潟2歳ステークス（2005年）
- 新潟記念（2005年）
- 京王杯オータムハンデキャップ→京成杯オータムハンデキャップ（1994年、2001年）
- オールカマー（1989年）
- セントライト記念（1992年、2011年）
- 毎日王冠（1998年、2006年、2008年）
- 富士ステークス（1998年、2004年）
- 東京ハイジャンプ（2010年）
- 府中牝馬ステークス（1997年 - 2000年、2005年）
- アルゼンチン共和国杯（2007年、2008年）
- 武蔵野ステークス（2001年、2005年）
- 京成杯3歳ステークス（1997年）
- 東京スポーツ杯3歳ステークス→東京スポーツ杯2歳ステークス（1997年、2009年）
- ステイヤーズステークス（1997年、1999年）
- カペラステークス（2011年）

## 現在出演の主な番組
- 私の書いたポエム（ラジオNIKKEI パーソナリティー）[1]
- 福島競馬実況中継（ラジオ福島）

## 過去の出演
- ラジオたんぱ競馬中継・中央競馬実況中継（実況担当）[1]
- 中央競馬ワイド中継（首都圏トライアングル持ち回り制作 実況担当、総合司会=当初土曜→2002年以後日曜）
- LIVE&REPORT 中央競馬中継（千葉テレビ放送 上記ワイド中継廃止に伴う代替新番組 総合司会[9]）
- 競馬展望プラス・関東篇（首都圏トライアングル　コメンテーター）
- 金曜競馬CLUB（千葉テレビ放送 『LIVE&REPORT 中央競馬中継』の後継番組、総合司会、2012年6月1日 - 2024年9月27日）
- たんぱストレートナイター
- ヤロウどもメロウどもOh!

## 著書
- アチャラカ王国物語（学研 1979年4月発行） いやだ・ようの筆名で出版。
- 重賞データバンク -中央競馬-（'83）（三恵書房 1983年1月発行）
- いつも隣に競馬がいた -競馬中継三十年-（ミデアム出版社 1990年10月発行） ISBN 978-4944001187